# FIRA-Nationenpokal 1969/70
Der FIRA-Nationenpokal 1969/70 (engl. FIRA Nations Cup) war ein Wettbewerb für europäische Nationalmannschaften in der Sportart Rugby Union. Es handelte sich um die zehnte Ausgabe der vom Verband FIRA organisierten Rugby-Union-Europameisterschaft sowie um die fünfte Ausgabe unter diesem Namen. Beteiligt waren zehn Mannschaften, die in zwei Divisionen eingeteilt waren. Den Europameistertitel gewann zum neunten Mal Frankreich.

## Modus
Tabellenpunkte: Für einen Sieg gab es drei Punkte, für ein Unentschieden zwei Punkte, bei einer Niederlage einen Punkt.
Spielpunkte: 3 Punkte für einen Versuch, 2 Punkte für eine Erhöhung, 3 Punkte für einen Strafstoß, 3 Punkte für ein Dropgoal, 3 Punkte für ein Goal from mark.

## Erste Division
|    | Land             | Spiele | Siege | Unent. | Ndlg. | Spiel- punkte | Diff. | Tabellen- punkte |
| -- | ---------------- | ------ | ----- | ------ | ----- | ------------- | ----- | ---------------- |
| 1. | Frankreich       | 3      | 3     | 0      | 0     | 89:23         | + 66  | 9                |
| 2. | Rumänien         | 3      | 2     | 0      | 1     | 65:23         | + 42  | 7                |
| 3. | Italien          | 3      | 1     | 0      | 2     | 22:39         | − 17  | 5                |
| 4. | Tschechoslowakei | 3      | 0     | 0      | 3     | 15:106        | − 91  | 3                |

| 9. November 1969 | Italien | 8 : 22 | Frankreich A | Stadio Santa Maria Goretti, Catania |
| 9. November 1969 |         |        |              | Stadio Santa Maria Goretti, Catania |

| 23. November 1969 | Rumänien | 42 : 6 | Tschechoslowakei | Stadionul Dinamo, Bukarest |
| 23. November 1969 |          |        |                  | Stadionul Dinamo, Bukarest |

| 14. Dezember 1969 | Frankreich | 14 : 9 | Rumänien | Stade Maurice-Trélut, Tarbes |
| 14. Dezember 1969 |            |        |          | Stade Maurice-Trélut, Tarbes |

| 26. April 1970 | Tschechoslowakei | 3 : 11 | Italien | Prag |
| 26. April 1970 |                  |        |         | Prag |

| 3. Mai 1970 | Tschechoslowakei | 6 : 53 | Frankreich A | Prag |
| 3. Mai 1970 |                  |        |              | Prag |

| 25. Oktober 1970 | Italien | 3 : 14 | Rumänien | Stadio Mario Battaglini, Rovigo |
| 25. Oktober 1970 |         |        |          | Stadio Mario Battaglini, Rovigo |

## Zweite Division

### Gruppe A
|    | Land        | Spiele | Siege | Unent. | Ndlg. | Spiel- punkte | Diff. | Tabellen- punkte |
| -- | ----------- | ------ | ----- | ------ | ----- | ------------- | ----- | ---------------- |
| 1. | Spanien     | 2      | 2     | 0      | 0     | 22:9          | + 13  | 4                |
| 2. | Jugoslawien | 2      | 1     | 0      | 1     | 15:23         | − 8   | 2                |
| 3. | Polen       | 2      | 0     | 0      | 2     | 15:20         | − 5   | 0                |

| 21. Dezember 1969 | Spanien | 14 : 3 | Jugoslawien | Estadio Nacional Universidad Complutense, Madrid |
| 21. Dezember 1969 |         |        |             | Estadio Nacional Universidad Complutense, Madrid |

| 5. April 1970 | Jugoslawien | 12 : 9 | Polen | Smederevska Palanka |
| 5. April 1970 |             |        |       | Smederevska Palanka |

| 26. April 1970 | Polen | 6 : 8 | Spanien | Stadion Poznań, Posen |
| 26. April 1970 |       |       |         | Stadion Poznań, Posen |

### Gruppe B
|    | Land        | Spiele | Siege | Unent. | Ndlg. | Spiel- punkte | Diff. | Tabellen- punkte |
| -- | ----------- | ------ | ----- | ------ | ----- | ------------- | ----- | ---------------- |
| 1. | Marokko     | 2      | 2     | 0      | 0     | 32:16         | + 16  | 4                |
| 2. | Portugal    | 2      | 0     | 1      | 1     | 17:18         | − 1   | 1                |
| 3. | Niederlande | 2      | 0     | 1      | 1     | 17:32         | − 15  | 1                |

| 5. April 1970 | Niederlande | 9 : 9 | Portugal | Gemeentelijk Sportpark, Hilversum |
| 5. April 1970 |             |       |          | Gemeentelijk Sportpark, Hilversum |

| 12. April 1970 | Portugal | 8 : 9 | Marokko | Estádio Alfredo da Silva, Lavradio |
| 12. April 1970 |          |       |         | Estádio Alfredo da Silva, Lavradio |

| 19. April 1970 | Marokko | 23 : 8 | Niederlande | Stade du C.O.C., Casablanca |
| 19. April 1970 |         |        |             | Stade du C.O.C., Casablanca |

### Finale
| 10. Mai 1970 | Marokko | 11 : 8 | Spanien | Stade du C.O.C., Casablanca |
| 10. Mai 1970 |         |        |         | Stade du C.O.C., Casablanca |

Marokko steigt in die erste Division auf.